# Юношеская футбольная лига
Юношеская футбольная лига (ЮФЛ) — первенство среди юношей академий профессиональных футбольных клубов в России. ЮФЛ объединяет в одной лиге футболистов разного возраста.
Генеральным партнёром лиги является ПАО «Газпром».

## Формат
В первом сезоне (2019/20) выступили команды 12 академий, состоявших в основном из игроков 2002 года рождения. Участники лиги выбраны экспертами РФС на основании сводного рейтинга футбольных школ, с учётом результатов, достигнутых в финальных турнирах юношеского первенства России, а также представительства в сборных России.
В втором сезоне соревнование стало проводиться в двух лигах, ЮФЛ и ЮФЛ-2: U-17 (игроки преимущественно 2003 года рождения) и U-16 (игроки преимущественно 2004 года рождения).
В четвёртом сезоне (2022/23) появилась ЮФЛ-3 (U-17; ЮФЛ-2 — U-18, ЮФЛ-1 — U-19).
ЮФЛ объединяет в себе команды из разных регионов России. Игры проходят в два круга.
Победитель ЮФЛ (до отстранения российских команд от международных соревнований в 2022 году) получал право представлять Россию в Юношеской лиге УЕФА.

## История
Стартовый сезон 2 августа открыл матч «Краснодар» — «Чертаново». Специальным гостем этой встречи стал бронзовый призёр РПЛ сезона 2018/2019, четвертьфиналист чемпионата мира 2018 года, вице-капитан сборной России, полузащитник ФК «Краснодар» Юрий Газинский. За первый трофей боролись московские «Спартак», ЦСКА, «Локомотив», «Динамо», «Чертаново» и «Строгино», «Зенит» и СШОР «Зенит» из Санкт-Петербурга, «Краснодар», казанский «Рубин», егорьевский «Мастер-Сатурн» и «Академия Коноплёва» из Самарской области. Сезон лиги признан досрочно завершившимся по результатам 15-ти туров. Первым чемпионом стало «Чертаново».
В мае 2021 года стало известно, что РФС запустит Юношескую футбольную лигу на Дальнем Востоке и Северо-Западе России, в каждом из турниров приняли участие 10 школ. Игры сезона 2021 года прошли в 2 круга: дома и в гостях. Формат матчей в дивизионах «Северо-Запад» и «Дальний Восток»: 2 тайма по 40 минут.
РФС финансирует расходы команд и судей, связанных с командированием в другие города (транспорт, проживание), медиа-сопровождение («Триколор-ТВ»), а также содействует осуществлению прочей организационной деятельности, в том числе по реконструкции объектов инфраструктуры. РФС обеспечивает финансирование участия команд в ЮФЛ в течение первых трёх сезонов (2021, 2022, 2023).
В 2022 году межрегиональную ЮФЛ пополнили турниры команд Центрального (ЮФЛ Центр), Южного и Северо-Кавказских федеральных округов (ЮФЛ Юг), а также Сибирского (ЮФЛ Сибирь) и Приволжского (ЮФЛ Приволжье) федерального округов. Турниры в ДВЮФЛ и СЗЮФЛ проходят в двух возрастных категориях: среди игроков 2007 г.р. (U-16) и 2006 (U-17), в U-16 в формате двух таймов по 40 минут.
С сезона 2022/23 в ведении ЮФЛ находится также Молодёжная футбольная лига.

## Призёры ЮФЛ
| Сезон   | Победитель                | Серебро                       | Бронза                    | Примечания |
| ------- | ------------------------- | ----------------------------- | ------------------------- | ---------- |
| 2019/20 | «Чертаново» (Москва)      | «Динамо» (Москва)             | «Краснодар»               | до 19 лет  |
| 2020/21 | «Зенит» (Санкт-Петербург) | «Краснодар»                   | «Динамо» (Москва)         | до 19 лет  |
| 2021/22 | «Краснодар»               | «Спартак» (Москва)            | «Зенит» (Санкт-Петербург) | до 19 лет  |
| 2022/23 | «Зенит» (Санкт-Петербург) | «Локомотив» (Москва)          | «Спартак» (Москва)        | до 19 лет  |
| 2023    | ЦСКА (Москва)             | «Ростов» (Ростов-на-Дону)     | «Зенит» (Санкт-Петербург) | до 18 лет  |
| 2024    | «Краснодар»               | Алмаз-Антей (Санкт-Петербург) | «Локомотив» (Москва)      | до 18 лет  |

| Сезон   | Победитель                | Серебро                   | Бронза                      | Примечания |
| ------- | ------------------------- | ------------------------- | --------------------------- | ---------- |
| 2020/21 | «Зенит» (Санкт-Петербург) | «Краснодар»               | «Мастер-Сатурн» (Егорьевск) | до 18 лет  |
| 2021/22 | «Локомотив» (Москва)      | «Зенит» (Санкт-Петербург) | «Динамо» (Москва)           | до 18 лет  |
| 2022/23 | ЦСКА (Москва)             | «Спартак» (Москва)        | «Локомотив» (Москва)        | до 18 лет  |
| 2023    | «Краснодар»               | ЦСКА                      | «Чертаново» (Москва)        | до 17 лет  |
| 2024    | «Зенит» (Санкт-Петербург) | «Спартак» (Москва)        | «Краснодар»                 | до 17 лет  |

| Сезон   | Победитель      | Серебро            | Бронза                    | Примечания |
| ------- | --------------- | ------------------ | ------------------------- | ---------- |
| 2022/23 | Динамо (Москва) | «Краснодар»        | ЦСКА (Москва)             | до 17 лет  |
| 2023    | «Краснодар»     | «Спартак» (Москва) | «Зенит» (Санкт-Петербург) | до 16 лет  |
| 2024    | «Краснодар»     | Строгино (Москва)  | «Чертаново» (Москва)      | до 16 лет  |

## Победители межрегиональных турниров ЮФЛ
| Сезон | Возрастная категория       | Межрегиональные дивизионы                | Межрегиональные дивизионы | Межрегиональные дивизионы               | Межрегиональные дивизионы  | Межрегиональные дивизионы               | Межрегиональные дивизионы           | Турнир победителей                      |
| Сезон | Возрастная категория       | Северо-Запад                             | Дальний Восток            | Центр                                   | Приволжье                  | Юг                                      | Сибирь                              | Турнир победителей                      |
| ----- | -------------------------- | ---------------------------------------- | ------------------------- | --------------------------------------- | -------------------------- | --------------------------------------- | ----------------------------------- | --------------------------------------- |
| 2021  | до 16 лет (2006 г. р.)     | ЦПМФ «Балтика» (Калининград)             | «КСШОР» (Владивосток)     | —                                       | —                          | —                                       | —                                   | —                                       |
| 2022  | до 17 лет (2006 г. р.)     | «Алмаз-Антей» (Санкт-Петербург)          | «Благовещенск»            | —                                       | —                          | —                                       | —                                   | —                                       |
| 2022  | до 16 лет (2007 г. р.)     | «Алмаз-Антей» (Санкт-Петербург)          | «Чита»                    | «Академия спорта» (Шебекино)            | РЦПФ «Нижний Новгород»     | «Чайка» (Ростов-на-Дону)                | «УрФА» (Екатеринбург)               | —                                       |
| 2023  | 1 — до 18 лет (2006 г. р.) | «Алмаз-Антей» (Санкт-Петербург)          | «СКА-Хабаровск»           | —                                       | —                          | —                                       | —                                   | —                                       |
| 2023  | 2 — до 17 лет (2007 г. р.) | «Алмаз-Антей» (Санкт-Петербург)          | —                         | СШОР № 1 (Белгород)                     | Академия «Нижний Новгород» | «Чайка» (Песчанокопское)                | «Енисей» (Красноярск)               | «Чайка» (Песчанокопское)                |
| 2023  | 3 — до 16 лет (2008 г. р.) | «Балтика» (Калининград)                  | «СКА-Хабаровск»           | Академия «Динамо» (Воронежская область) | «Урал» (Екатеринбург)      | «Академия футбола» (Краснодарский край) | «Динамо — Алтайский край» (Барнаул) | «Академия футбола» (Краснодарский край) |
| 2024  | 1 — до 18 лет              | «СШ Ленинградец» (Ленинградская область) | «Сахалин»                 | «Витязь» (Подольск)                     | «Крылья Советов» (Самара)  | «Сочи»                                  | «Сибирь» (Новосибирск)              | «Крылья Советов» (Самара)               |
| 2024  | 2 — до 17 лет              | «СШ Ленинградец» (Ленинградская область) | —                         | «Витязь» (Подольск)                     | «Крылья Советов» (Самара)  | «Динамо СУОР» (Ставрополь)              | «Тюмень»                            | «Крылья Советов» (Самара)               |
| 2024  | 3 — до 16 лет              | «Балтика» (Калининград)                  | «СКА-Хабаровск»           | СШОР «Химки»                            | «Крылья Советов» (Самара)  | «Академия футбола» (Краснодарский край) | «Тюмень»                            | «Академия футбола» (Краснодарский край) |

С 2021 года также проводится первенство среди девушек до 16 лет, а с 2023 года — ЮФЛ-девочки (до 14 лет).